# Élections cantonales de 1904 dans la Somme
Les élections cantonales françaises de 1904 ont eu lieu le 31 juillet et 7 août.

## Contexte départemental

### Assemblée départementale sortante
Avant les élections, le conseil général de la Somme est présidé par Louis Rameau (ARD), à la tête du département depuis 1902. Il comprend 41 conseillers généraux issus des 41 cantons de la Somme. 21 d'entre eux sont renouvelables lors de ces élections.
| Parti                                           | Sigle | Sigle | Élus |
| ----------------------------------------------- | ----- | ----- | ---- |
| Centre (28 sièges)                              |       |       |      |
| Alliance républicaine démocratique              |       | ARD   | 16   |
| Parti républicain radical et radical-socialiste |       | PRRRS | 13   |
| Radicaux indépendants                           |       | RI    | 1    |
| Droite (10 sièges)                              |       |       |      |
| Fédération républicaine                         |       | FR    | 6    |
| Conservateurs                                   |       | Cons. | 4    |
| Gauche (1 siège)                                |       |       |      |
| Socialistes indépendants                        |       | SI    | 1    |
| Président du conseil général                    |       |       |      |
| Louis Rameau (ARD)                              |       |       |      |

## Conseil général élu
| Canton                 | Conseiller sortant      | Étiquette | Candidat élu           | Étiquette |
| ---------------------- | ----------------------- | --------- | ---------------------- | --------- |
| Abbeville-Nord         | Émile Ternois           | PRRRS     | Émile Ternois          | PRRRS     |
| Ailly-le-Haut-Clocher  | Eugène Villemant        | ARD       | Eugène Villemant       | ARD       |
| Ailly-sur-Noye         | Ulysse Flament          | PRRRS     | Ulysse Flament         | PRRRS     |
| Amiens-Nord-Est        | Alphonse Decaix-Matifas | PRRRS     | Lucien Lecointe        | SI        |
| Amiens-Sud-Ouest       | Louis Dewailly          | PRRRS     | Albert Catoire         | FR        |
| Bernaville             | Edmond Vaquette         | ARD       | Edmond Vaquette        | ARD       |
| Boves                  | Ernest Cauvin           | ARD       | Ernest Cauvin          | ARD       |
| Bray-sur-Somme         | Eugène François         | FR        | Eugène François        | FR        |
| Combles                | Émile Magniez           | PRRRS     | Émile Magniez          | PRRRS     |
| Doullens               | Albert Rousé            | RI        | Albert Rousé           | RI        |
| Gamaches               | Léon Saliès             | FR        | Léon Saliès            | FR        |
| Nesle                  | Hector Lamotte          | ARD       | Hector Lamotte         | ARD       |
| Nouvion                | Louis Froment           | ARD       | Louis Froment          | ARD       |
| Oisemont               | Édouard Mongin*         | ARD       | Raymond Léquibin       | PRRRS     |
| Picquingy              | Henri Saint             | ARD       | Henri Boitel de Belloy | Cons.     |
| Poix-de-Picardie       | Louis Rameau            | ARD       | Louis Rameau           | ARD       |
| Roisel                 | Henri Vion              | FR        | Henri Vion             | FR        |
| Rosières-en-Santerre   | Louis-Lucien Klotz      | PRRRS     | Louis-Lucien Klotz     | PRRRS     |
| Roye                   | Elie Vasseur            | ARD       | Elie Vasseur           | ARD       |
| Saint-Valery-sur-Somme | Ernest Gellé            | FR        | Ernest Gellé           | FR        |
| Villers-Bocage         | Gaston Trancart         | FR        | Paul Casimir Dubois    | PRRRS     |

*Conseillers généraux sortants ne se représentant pas

### Élus
| Partis       | Partis                                          | Conseillers sortants | Conseillers élus | Évolution     |
| ------------ | ----------------------------------------------- | -------------------- | ---------------- | ------------- |
|              | Alliance républicaine démocratique              | 9                    | 7                | 2             |
|              | Parti républicain radical et radical-socialiste | 6                    | 6                | en stagnation |
|              | Radicaux indépendants                           | 1                    | 1                | en stagnation |
| Total Centre | Total Centre                                    | 16                   | 14               | 2             |
|              | Fédération républicaine                         | 5                    | 5                | en stagnation |
|              | Conservateurs                                   | 0                    | 1                | 1             |
| Total Droite | Total Droite                                    | 5                    | 6                | 1             |
|              | Socialistes indépendants                        | 0                    | 1                | 1             |
| Total Gauche | Total Gauche                                    | 0                    | 1                | 1             |

### Groupes politiques
| Parti                                           | Sigle | Sigle | Élus |
| ----------------------------------------------- | ----- | ----- | ---- |
| Centre (28 sièges)                              |       |       |      |
| Alliance républicaine démocratique              |       | ARD   | 14   |
| Parti républicain radical et radical-socialiste |       | PRRRS | 13   |
| Radicaux indépendants                           |       | RI    | 1    |
| Droite (11 sièges)                              |       |       |      |
| Fédération républicaine                         |       | FR    | 6    |
| Conservateurs                                   |       | Cons. | 5    |
| Gauche (2 sièges)                               |       |       |      |
| Socialistes indépendants                        |       | SI    | 2    |
| Président du conseil général                    |       |       |      |
| Louis Rameau (ARD)                              |       |       |      |